# Pervomaisc, Căușeni
Pervomaisc (în germană Emmental) este satul de reședință al comunei cu același nume din raionul Căușeni, Republica Moldova.

## Istorie
Satul a fost fondat ca colonie germană în jurul anului 1900.

## Demografie

### Structura etnică
Structura etnică a satului Pervomaisc, conform recensământului populației din 2004:
| Grup etnic                                               | Populație | % Procentaj  |
| -------------------------------------------------------- | --------- | ------------ |
| Băștinași declarați Moldoveni Băștinași declarați Români | 343 3     | 50,66% 0,44% |
| Bulgari                                                  | 130       | 19,2%        |
| Ucraineni                                                | 108       | 15,95%       |
| Ruși                                                     | 86        | 12,7%        |
| Alții                                                    | 7         | 1,03%        |
| Total                                                    | 677       | 100%         |